# Mariä Heimsuchung (Klępsk)
Die römisch-katholische Kirche Mariä Heimsuchung (polnisch Kościół pw.Nawiedzenia Najświętszej Maryi Panny) in Klępsk (deutsch Klemzig) geht auf das 14. Jahrhundert zurück und gilt als eine der bedeutendsten Holzkirchen im heutigen Gebiet Polens.

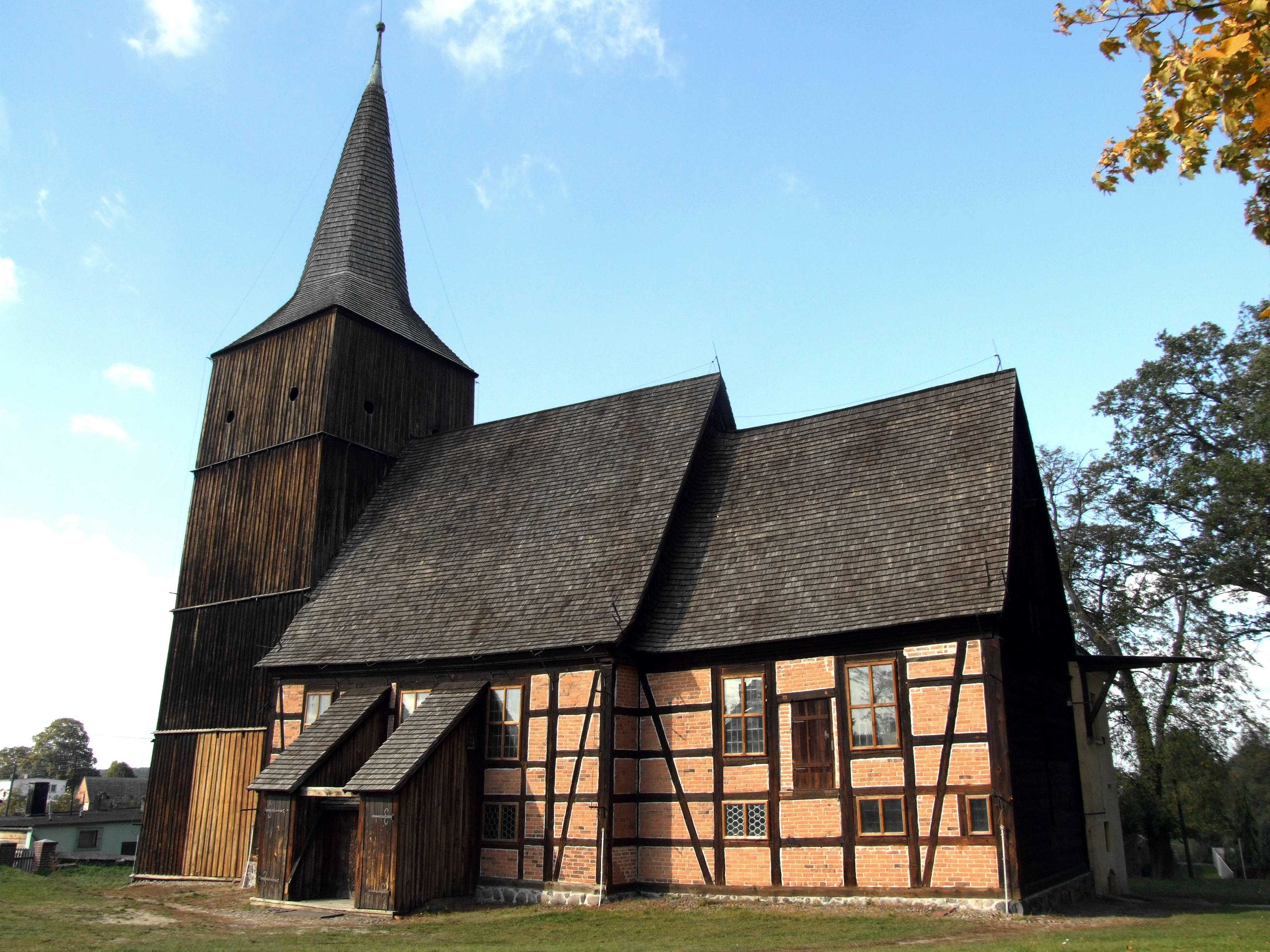
Mariä Heimsuchung in Klemzig

## Geschichte
Die ältesten Bauteile der Kirche sind die gotische Ost- und Westmauern. Eine dendrochronologische Untersuchung der Hölzer der Westwand ergab, dass diese aus dem Zeitraum zwischen 1367 und 1377 stammen. In den 1570er Jahren wurde die Kirche von den Lutheranern übernommen. In den Jahren 1581–1614 wurde der Innenraum entsprechend umgestaltet, u. a. mit Emporen, Patronatsloge, Gemälden, Skulpturen und Holzschnitzereien. Zur gleichen Zeit wurden die Längswände in Fachwerk neu errichtet. Das Kirchenschiff erhielt eine Kassettendecke und der Chor ein Holztonnengewölbe. Hinzu kamen die Sakristei und Vorlaube an der Nordseite und an der laut dendrochronologischer Untersuchung im Jahre 1656 errichtete neue Turm.
Die südliche Patronatsloge wurde im Jahre 1609 von Melchior von Unruh gestiftet, ein Kinderepitaph für Zacharias stammt von Kalckreuth 1612. Im folgenden Jahr entstanden das monumentale Gemälde „Das Jüngste Gericht“ und die Malereien, die das Schiffgewölbe schmücken. 1614 stiftete die Familie von Kalckreuth die Kanzel und 1615 das Gemälde „Die Auferstehung Christi“. Die durch Alexander von Kalckreuth gestiftete Barockloge an der Nordwand des Kirchenschiffs entstand 1698.
Letzte wesentliche bauliche Veränderung bildete die Anfügung einer Kapelle an der Nordseite der Kirche im Jahre 1922.
Im 19. und 20. Jahrhundert gehörte die Kirchengemeinde zum Kirchenkreis Züllichau in der Kirchenprovinz Mark Brandenburg der altpreußischen Landeskirche. Nach dem Zweiten Weltkrieg wurde die Kirche von der römisch-katholischen Pfarrei in Łęgowo übernommen.

## Bauwerk
Die Kirche steht auf rechteckförmigem Grundriss mit leicht eingezogenem Chor und 30 Meter hohem Westturm. Die Ostwand des Chors und die Westwand des Schiffs sind im Blockbau errichtet und von innen mit Lehm verputzt. An der Ostwand des Chors befindet sich ein charakteristisches gotisches Schlitzfenster, aus einem Stamm herausgeschnitten, eine der wenigen erhaltenen Öffnungen dieser Art in Polen.
Die Längswände, ursprünglich auch in Blockbauweise, sind in sichtiger Riegelkonstruktion gefertigt, auf der Südseite mit Schwertungen. Die Bauhölzer sind braun gefasst, die Gefache ziegelsichtig. Die Nordlängswand weist als Besonderheit, neben dem Kapellenanbau und daran angefügter kleiner Sakristei eine Vorlaube auf.
Der Holzturm mit schlankem Pyramidendach ist in Skelettbauweise als sog. Einstützenkonstruktion errichtet. Der Turmschaft ist außen mit einer Holzverbretterung verkleidet, der Kapellenanbau an der Nordseite des Chors zweigeschossig, walmgedeckt und wie die mit einem Pultdach gedeckte Sakristei daneben massiv errichtet und weiß verputzt. Die Kirchendächer, über Schiff und Chor als gestaffelte hohe Satteldächer errichtet, sind allesamt mit Holzschindeln gedeckt.

## Innenraum

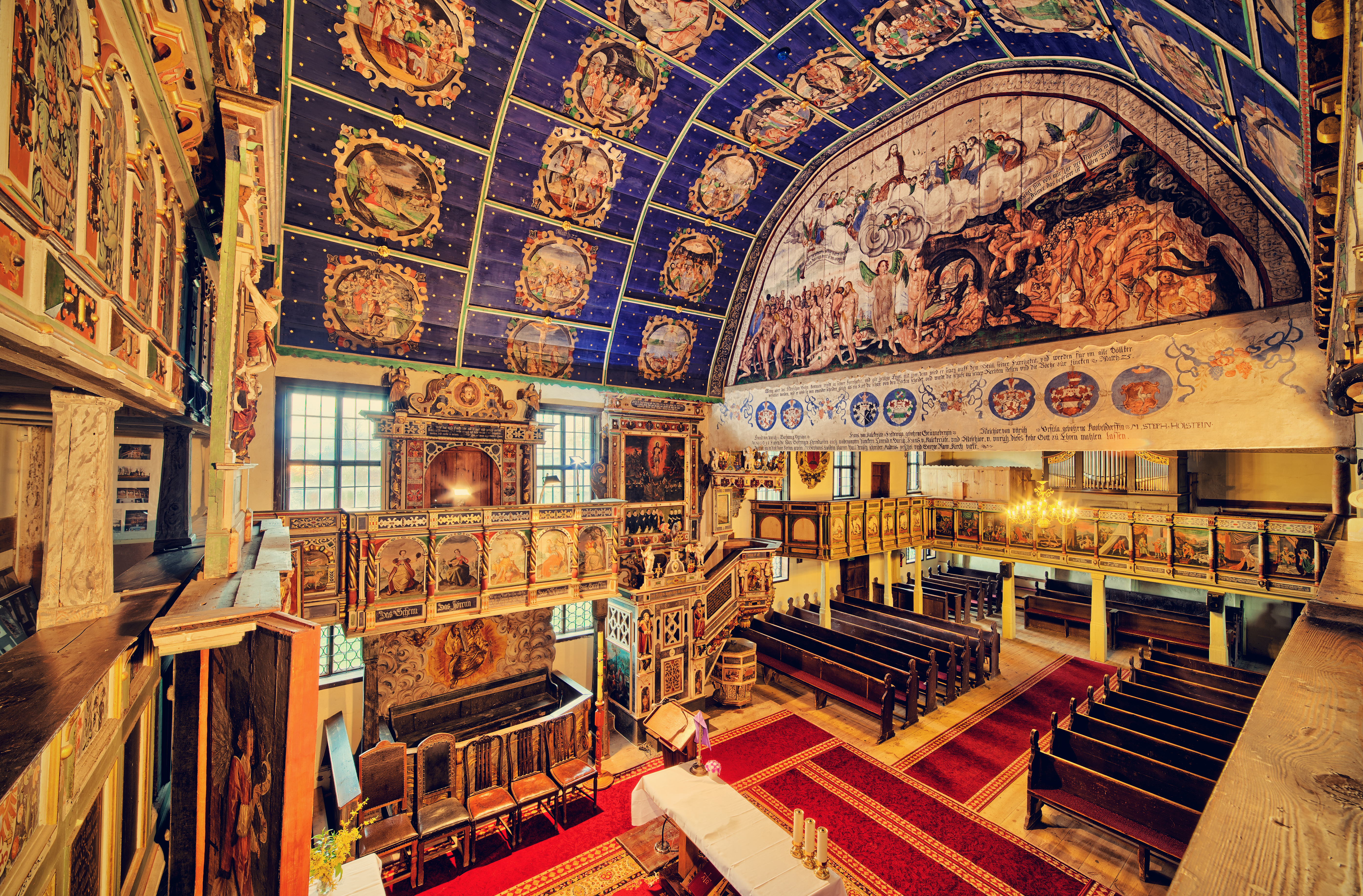
Innenraum

Der Haupteingang befindet sich in der Mitte Südseite und ist von zwei Treppenhäuschen flankiert. Diese Treppenhäuschen bieten Zugang zur Südempore und sind mit Pultdächern gedeckt. Die Zweigeschossigkeit der Südseite mit großen Fensteröffnungen oben ist dem Emporeneinbau geschuldet, d. h. sie geht auf den protestantischen Umbau des Sakralbaues zurück.
Wände, Gewölbe und Decken sowie Emporen, Logenbrüstungen und die weiteren Bestandteile des Inventars sind mehrfarbig verziert. Die reiche Ausstattung der Holzkirche beinhaltet 117 Kleingemälde und zahlreiche Schnitzereien. Die mit Emporenmalerei verzierten Emporen sind umlaufend und an der Chorostseite zweistöckig ausgeführt.

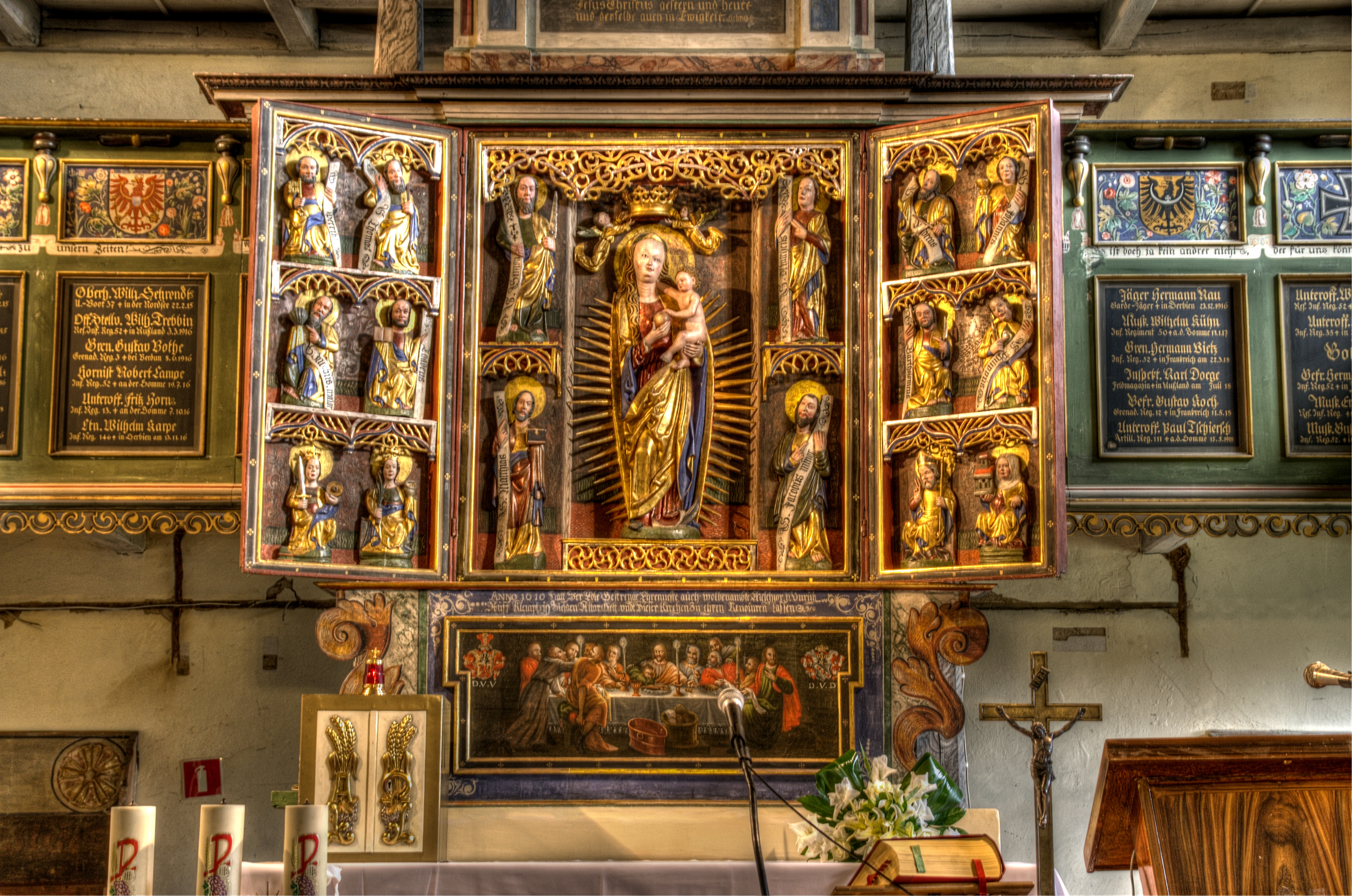
Gotischer Flügelaltar

Das Schiff ist mit einer eine Kassettendecke überdeckt, der Chor hat eine Holztonne. Beide Decken mit in Themenzyklen gegliederten Darstellungen bemalt. Diese bilden ein vollständiges für jene Zeit typisches protestantisch-ikonografisches Programm, deren Hauptthemen Sünde, Erlösung und Gnade sind. Im Chor bildet das Jüngste Gericht die wichtigste Szene, die das Bogenfeld der Tonne nach Westen ausfüllt. Zu den frühesten Elementen der evangelischen Ausstattung gehören das Taufbecken von 1581, das untere Bild des Epitaphs der Familie von Kalckreuth von 1583, die Südempore von 1586 und der die Schiffswände verzierende Stuckdekor von 1593.

## Nachweise
- KLEMZIG / KLȨPSK. Abgerufen am 11. September 2024.
- Klępsk - Kościół pw. Nawiedzenia Najświętszej Maryi Panny. Abgerufen am 11. September 2024.

Koordinaten: 52° 6′ 57,3″ N, 15° 43′ 5,5″ O